# Pragmática Sanción de 1776
La Pragmática Sanción de 1776, titulada «Pragmática Sanción para evitar el abuso de contraer matrimonios desiguales», es una ley española sancionada por Carlos III el 23 de marzo de 1776 para España. En las posesiones americanas de ultramar su aplicación comenzó luego de la emisión, en El Pardo, el 7 de abril de 1778, de una real cédula «declarando la forma en que se ha de guardar y cumplir en las Indias la Pragmática Sanción de 23 de marzo de 1776 sobre contraer matrimonios».
En los treinta años posteriores a su emisión, fue modificada y reiterada varias veces: 26 y 31 de mayo de 1783, 8 y 22 de marzo de 1787, 19 de abril de 1788, 8 de febrero de 1790, 11 de junio de 1792, 27 de febrero de 1793 y 17 de febrero de 1798, hasta ser, prácticamente, resancionada el 1 de junio de 1803 como la «Real Cédula sobre matrimonios de hijos de familias».
Modificaba sustancialmente la actitud real respecto de las decisiones matrimoniales de sus súbditos «desde las clases más altas del Estado hasta las más comunes del pueblo». En América, hasta 1803, los «mulatos, negros, coyetes e individuos de castas y razas semejantes tenidos y reputados públicamente por tales» quedaron excluidos de los alcances de la Pragmática Sanción.
En cuanto a las limitaciones de los matrimonios llamados morganáticos en la familia real, se discutió (sobre todo con ocasión de la boda del entonces Príncipe de Asturias Felipe de Borbón con Letizia Ortiz) si en cierto modo sigue vigente o si ya no tiene cabida en el ordenamiento jurídico posterior a la Constitución de 1978, que reconoce la igualdad ante la ley pero mantiene el derecho histórico de la institución monárquica. 

La Constitución reconoce el orden regular o leyes dinásticas de sucesión desde la llegada al trono de Felipe IV hasta ahora. Así, pues, la Constitución reconoce la vigencia de la  Pragmática Sanción de 1776, decretada por Carlos III que pretendía evitar la proliferación de matrimonios morganáticos o contraídos entre personas desiguales y prohibía que reyes e infantes bajo la pena de perder sus derechos a la realeza, se desposaran con personas de rango o condición inferior. Por este motivo, el 11 de junio de 1933, estando en el exilio, don Alfonso de Borbón, Príncipe de Asturias, renunció a sus derechos para casarse con la cubana Edelmira Sampedro-Ocejo.